# Antonietta Meo
Antonietta Meo (Rim, 15. prosinca 1930. – Rim, 3. srpnja 1937.) - talijanska djevojčica, službenica Božja, čudo od djeteta, koja je umrla na glasu svetosti, vodi se postupak, da se proglasi svetom. Antonietta je najmlađi kandidat za svetost u povijesti Katoličke Crkve, koji nije bio mučenik. Nadimak joj je Nennolina.

## Životopis
Dolazi iz građanske i vjerničke rimske obitelji. Od rane dobi pokazivala je zanimanje za molitvu. U dobi od četiri godine upisana je u sekciju Katoličke akcije. Razlikovala se od ostalih kolega iz razreda, postala je dio Benjaminaca u dobi od šest godina i pripremala se za Prvu pričest.
Dana 29. studenoga 1936. godine, prvi put se ispovijedala i na Badnjak primila Prvu pričest. Želeći postati svetica, posebno slijedi duhovnost svete Terezije od maloga Djeteta Isusa.
Pateći od raka kostiju, morala joj je biti amputirana noga, ali nije izgubila radost i vedrinu. Ona je lucidno ponudila svoje patnje i život Isusu Kristu prije nego što je prerano umrla kada još nije imala sedam godina.
U posljednjim mjesecima života napisala je više od tisuću pisama Isusu Kristu, koja je ostavljala podno raspela. Procijenjeno je da su njezina pisma izvanredna za njezinu dob i da odražavaju mističnu povezanost s Isusom Kristom, a u nekima je pisala i o vizijama. Svoju je muku posvetila Isusu Kristu, kao žrtvu za obraćenje grešnika. Bol je hrabro podnosila, navodno je uspoređujući s tkaninom – što je jača, to je vrednija.
Pokopana je u bazilici Svetog Križa Jeruzalemskoga u Rimu.

## Beatifikacija i kanonizacija
Od 1941., predsjednik Talijanske katoličke akcije predlaže otvaranje procesa beatifikacije i kanonizacije. Otvorit će se 1972. godine, nakon odgovora dobivenoga od Kongregacija za kauze svetaca.
Papa Benedikt XVI. proglasio ju je službenicom Božjom, 17. prosinca 2007. godine što je prvi korak prije kanonizacije. Antonietta Meo je najmlađi kandidat za svetost u povijesti Katoličke Crkve, koji nije mučenik. 

## Vanjske poveznice
- Životopis na vatican.va